# Trifolium caudatum
Trifolium caudatum är en ärtväxtart som beskrevs av Pierre Edmond Boissier. Trifolium caudatum ingår i släktet klövrar, och familjen ärtväxter. Inga underarter finns listade i Catalogue of Life.